# Singleton Council
Koordinaten: 32° 40′ S, 151° 1′ O

Das Singleton Council ist ein lokales Verwaltungsgebiet (LGA) im australischen Bundesstaat New South Wales. Das Gebiet ist 4.892,717 km² groß und hat etwa 24.500 Einwohner.
Singleton liegt im Hunter Valley etwa 210 km nördlich der Metropole Sydney. Das Gebiet umfasst 74 Ortsteile und Ortschaften: Appletree Flat, Belford, Lower Belford, Big Ridge, Bridgman, Broke, Bulga, Camberwell, Carrowbrook, Clydesdale, Combo, Dalwood, Darlington, Doyles Creek, Dunolly, Dural, Dyrring, Elderslie, Falbrook, Middle Falbrook, Fern Gully, Fordwich, Garland Valley, Glendon, Glendon Brook, Clennies Creek, Glenridding, Goorangoola, Gouldsville, Gowrie, Greenlands, Hambledon Hill, Howes Valley, Howick, Hunterview, Leconfield, Lemington, Liddell, Long Point, Maison Dieu, McDougalls Hill, Milbrodale, Mirannie, Mitchells Flat, Mount Olive, Mount Royal, Mount Thorley, Obanvale, Ravensworth, Redbournberry, Reedy Creek, Rixs Creek, Roughit, Scotts Flat, Sedgefield, Singleton, Singleton Heights, Singleton Military Area, St Clair, Stanhope, Warkworth, wattle Ponds, Westbrook, Whittingham und Wylies Flat sowie Teile von Bowmans Creek, Branxton, Hebden, Herrys Plains, Lambs Valley, Paynes Crossing, Pokolbin, Putty und Wollemi. Der Sitz des Shire Councils befindet sich in der Stadt Singleton in der Nordosthälfte der LGA, wo etwa 14.200 Einwohner leben.

## Verwaltung
Der Singleton Shire Council hat zehn Mitglieder, neun Councillor und der Vorsitzende und Mayor (Bürgermeister) werden von allen Bewohnern des Shires gewählt.
Bis 2008 hatte der Council noch zwölf Mitglieder. Singleton war in drei Wards unterteilt (A, B und C Ward), in jedem dieser Bezirke wurden vier Ratsmitglieder gewählt. Die Wards waren unabhängig von den Stadtteilen festgelegt. Der Mayor rekrutierte sich aus dem Kreis der Councillor.